# Mafalda (motorfiets)
Mafalda is een historisch motorfietsmerk.
De bedrijfsnaam was L. Moglia & Co., Milano.
Italiaans merk dat van 1923 tot 1928 lichte motorfietsen met 123- en 173 cc tweetaktmotoren bouwde.